# ديل مار (كاليفورنيا)
ديل مار (بالإنجليزية: Del Mar)‏ هي إحدى مدن مقاطعة سان ديغو، كاليفورنيا. تم إعطاءها لقب مدينة في 15 يوليو، 1959.

## التركيبة السكانية
حدّد مكتب تعداد الولايات المتحدة بيانات التركيبة السكانية لديل مار في تعداد الولايات المتحدة. في ما يلي، التركيبة السكانية حسب تعدادي 2000 و2010.

### تعداد عام 2000
بلغ عدد سكان ديل مار 4,389 نسمة بحسب تعداد عام 2000، وبلغ عدد الأسر 2,178 أسرة وعدد العائلات 1,083 عائلة مقيمة في المدينة. في حين سجلت الكثافة السكانية 954.1 نسمة لكل كيلومتر مربع (2,471.1/ميل2). وبلغ عدد الوحدات السكنية 2,557 وحدة بمتوسط كثافة قدره 555.9 لكل كيلومتر مربع (1,439.8/ميل2).
وتوزع التركيب العرقي للمدينة بنسبة 94.14% من البيض و0.25% من الأمريكيين الأفارقة و0.34% من الأمريكيين الأصليين و2.87% من الأمريكيين ذوي الأصول الآسيوية و0.11% من سكان جزر المحيط الهادئ و0.57% من الأعراق الأخرى و1.71% من عرقين مختلطين أو أكثر و3.87% من الهسبانيون أو اللاتينيون من أي عرق.
بلغ عدد الأسر 2,178 أسرة كانت نسبة 16.3% منها لديها أطفال تحت سن الثامنة عشر تعيش معهم، وبلغت نسبة الأزواج القاطنين مع بعضهم البعض 42.8% من أصل المجموع الكلي للأسر، ونسبة 4.8% من الأسر كان لديها معيلات من الإناث دون وجود شريك، بينما كانت نسبة 2.2% من الأسر لديها معيلون من الذكور دون وجود شريكة وكانت نسبة 50.3% من غير العائلات. تألفت نسبة 36.6% من أصل جميع الأسر من عدة أفراد يعيشون في نفس المنزل ونسبة 7.4% كانت تتألف من شخص يعيش بمفرده يبلغ من العمر 65 عاماً أو أكثر. وبلغ متوسط حجم الأسرة المعيشية 2.01، أما متوسط حجم العائلات فبلغ 2.61.
بلغ العمر الوسطي للسكان 43.5 عاماً. وكانت نسبة 13.6% من القاطنين تحت سن الثامنة عشر، وكانت نسبة 5.4% بين الثامنة عشر والرابعة والعشرين عاماً، ونسبة 33.1% كانت واقعةً في الفئة العمرية ما بين الخامسة والعشرين والرابعة والأربعين عاماً، ونسبة 33.8% كانت ما بين الخامسة والأربعين والرابعة والستين، ونسبة 14.1% كانت ضمن فئة الخامسة والستين عاماً فما فوق. يوجد لكل 100 أنثى 105.0 ذكر، ويوجد لكل 100 أنثى في الثامنة عشر من عمرها فما فوق 105.0 ذكر.
بلغ متوسط دخل الأسرة في المدينة 81,001 دولارًا، أما متوسط دخل العائلة فبلغ 92,270 دولارًا. وكان متوسط دخل الذكور 71,250 دولارًا مقابل 50,069 دولارًا للإناث. وسجل دخل الفرد الخاص بالمدينة 62,425 دولارًا. وكانت نسبة 7.8% من العائلات ونسبة 8.7% من السكان تحت خط الفقر، وكان من هؤلاء نسبة 18.6% تحت سن الثامنة عشر ونسبة 8.5% في الخامسة والستين من العمر وما فوق.

### تعداد عام 2010
بلغ عدد سكان ديل مار 4,161 نسمة بحسب تعداد عام 2010، وبلغ عدد الأسر 2,064 أسرة وعدد العائلات 1,098 عائلة مقيمة في المدينة. في حين سجلت الكثافة السكانية 904.6 نسمة لكل كيلومتر مربع (2,342.9/ميل2). وبلغ عدد الوحدات السكنية 2,596 وحدة بمتوسط كثافة قدره 564.3 لكل كيلومتر مربع (1,461.5/ميل2).
وتوزع التركيب العرقي للمدينة بنسبة 94.02% من البيض و0.24% من الأمريكيين الأفارقة و0.19% من الأمريكيين الأصليين و2.84% من الأمريكيين ذوي الأصول الآسيوية و0.07% من سكان جزر المحيط الهادئ و0.60% من الأعراق الأخرى و2.04% من عرقين مختلطين أو أكثر و4.21% من الهسبانيون أو اللاتينيون من أي عرق.
بلغ عدد الأسر 2,064 أسرة كانت نسبة 16.5% منها لديها أطفال تحت سن الثامنة عشر تعيش معهم، وبلغت نسبة الأزواج القاطنين مع بعضهم البعض 44.9% من أصل المجموع الكلي للأسر، ونسبة 5.5% من الأسر كان لديها معيلات من الإناث دون وجود شريك، بينما كانت نسبة 2.8% من الأسر لديها معيلون من الذكور دون وجود شريكة وكانت نسبة 46.8% من غير العائلات. تألفت نسبة 34.3% من أصل جميع الأسر من عدة أفراد يعيشون في نفس المنزل ونسبة 10.1% كانت تتألف من شخص يعيش بمفرده يبلغ من العمر 65 عاماً أو أكثر. وبلغ متوسط حجم الأسرة المعيشية 2.02، أما متوسط حجم العائلات فبلغ 2.57.
بلغ العمر الوسطي للسكان 48.6 عاماً. وكانت نسبة 13.6% من القاطنين تحت سن الثامنة عشر، وكانت نسبة 4.9% بين الثامنة عشر والرابعة والعشرين عاماً، ونسبة 25.7% كانت واقعةً في الفئة العمرية ما بين الخامسة والعشرين والرابعة والأربعين عاماً، ونسبة 35% كانت ما بين الخامسة والأربعين والرابعة والستين، ونسبة 20.8% كانت ضمن فئة الخامسة والستين عاماً فما فوق. وتوزع التركيب الجنسي للسكان بنسبة 50.5% ذكور و49.5% إناث.

## أعلام
- سيسيليا روس
- جيبسون بيرد
- ماري ماكليستر
- جوزيف إل. ريد
- جون ألرد